# Cmentarz wojenny w Mook
Cmentarz wojenny w Mook – cmentarz wojenny Wspólnoty Brytyjskiej z okresu II wojny światowej położony w miejscowości Mook w Holandii.
Cmentarz jest miejscem pochówku 322 żołnierzy, w tym 11 polskich, którzy zginęli w okolicach Mook podczas II wojny światowej. Cmentarzem opiekuje się Komisja Grobów Wojennych Wspólnoty Narodów (ang.: Commonwealth War Graves Commission). 

## Narodowości żołnierzy
- Wielka Brytania (297)
- Polska (11)
- Kanada (10)
- Australia (3)
- Nowa Zelandia (1)

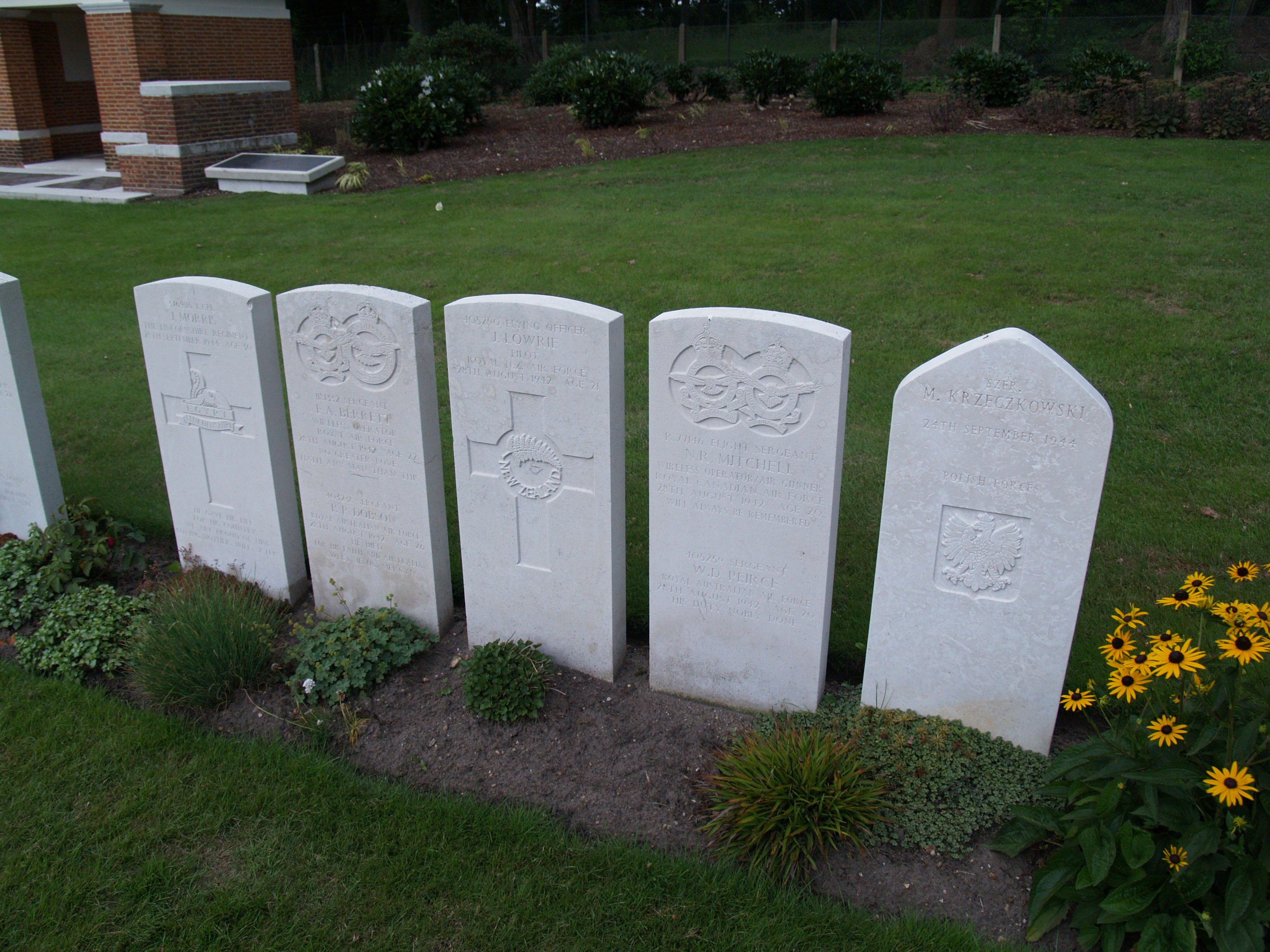
Nagrobek Polskiego żołnierza (po prawej).
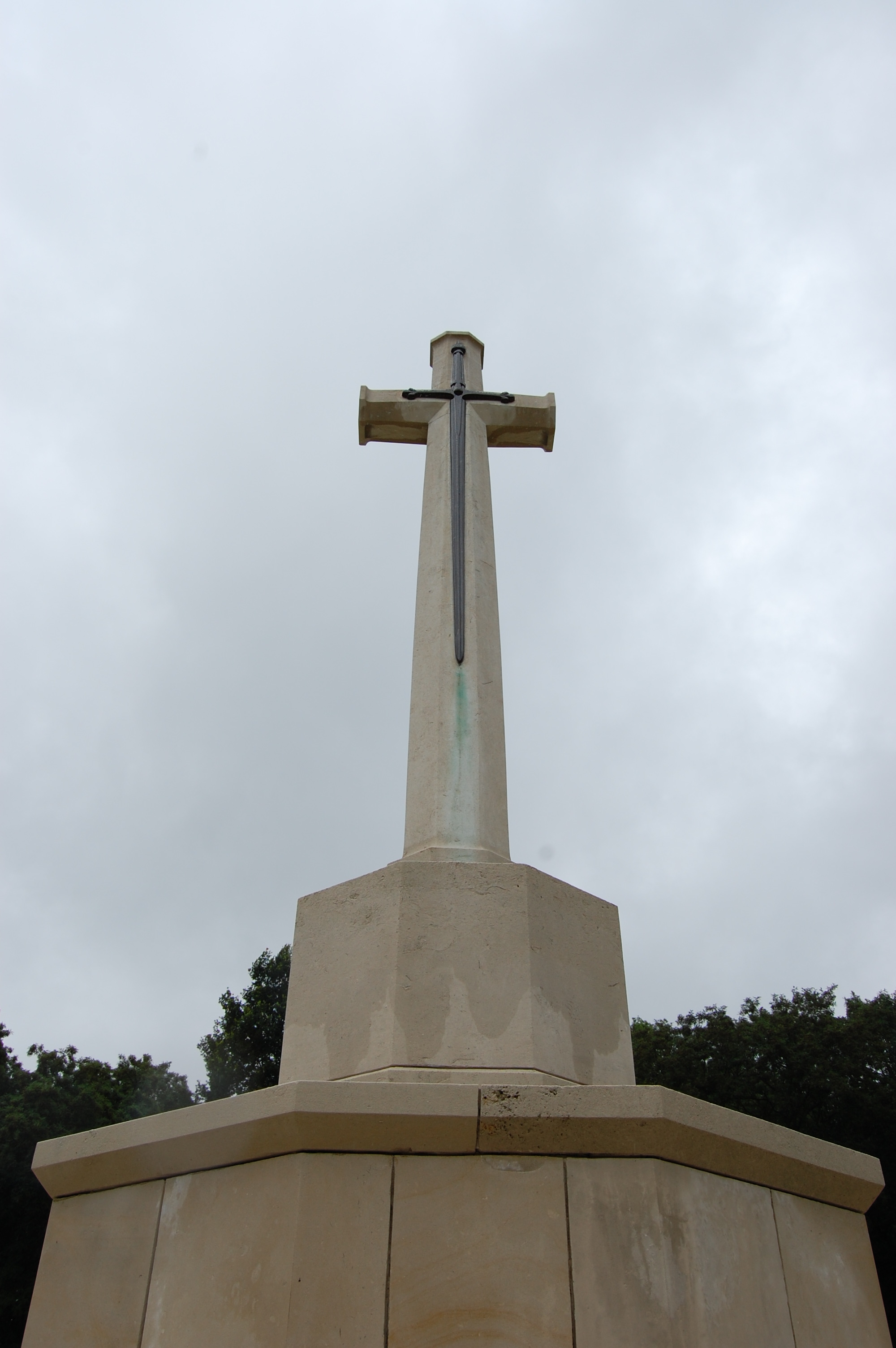
Krzyż Cmentarny
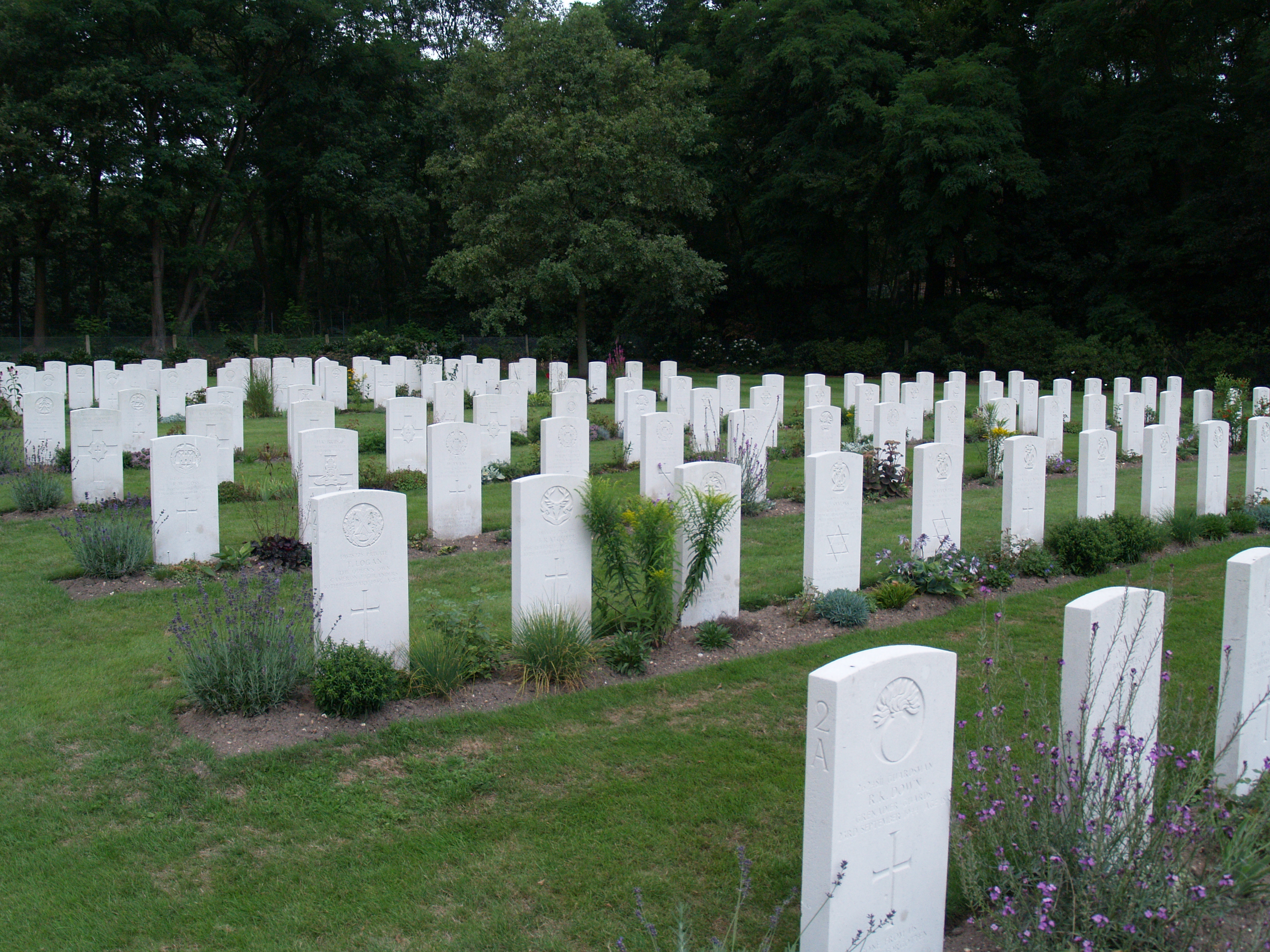
Nagrobki żołnierzy